# Фридрих III (Залм-Кирбург)
Фридрих III Йохан Ото Франц Кристиан Филип фон Залм-Кирбург (на немски: Friedrich III Johann Otto Franz Christian Philipp Heinrich von Salm-Kyrburg; * 3 май или 13 май 1745, дворец Руйф близо до Хенри-Шапел, Херцогство Лимбург; † 25 юли 1794, гилотиран в Париж) е 3. княз на Залм-Кирбург, принц на Хорнес и Овериск, княз на Ахауз, Бохолт и Гемен, граф на Боцигниес, вилд-и рейнграф. През 1772 г. Фридрих започва служба на Нидерландската република като полковник на инфантери-регимента на Саксония-Гота.

## Живот
Той е най-големият син на княз Филип Йозеф фон Залм-Кирбург (* 21 юли 1709; † 7 юни 1779, Париж) и съпругата му принцеса Мария Тереза Йозефа фон Хорн (* 19 октомври 1725, Брюксел; † 19 юни 1783, Париж), дъщеря на княз Максимилиан Емануел де Хорнес (1695 – 1763) и леди Мари Терез Шарлота де ла Пиере ду Фай де Бусиес, баронеса ван Мелсброек (1704 – 1736).
Фридрих III се жени на 29 ноември 1781 г. в Страсбург за принцеса Йохана Франциска фон Хоенцолерн-Зигмаринген (* 5 май 1765, Зигмаринген; † 23 август 1790, дворец Кирн), дъщеря на княз генерал-фелдмаршал-лейтенант Карл Фридрих фон Хоенцолерн-Зигмаринген (1724 – 1785) и съпругата му графиня Йохана фон Хоенцолерн-Берг (1727 – 1787), дъщеря на граф Франц Вилхелм фон Хоенцолерн-Берг (1704 – 1737) и графиня Мария Катарина фон Валдбург-Цайл (1702 – 1739). Тогава се състои и годежът на нейния брат княз Антон Алойс (1762 – 1831) за сестрата на Фридрих, принцеса Амалия Цефирина (1760 – 1841), които се женят 1782 г.
Фридрих построява с голямата зестра на съпругата си Йохана Франциска от 1782 до 1787 г. в Париж Hôtel de Salm, където двойката се движи с френската предреволюционна висша аристокрация (Club de Salm). От майка си той наследява през 1783 г. богатството на фамилия Хорн.
По времето на „патриотите“ той преговаря с император Йозеф II за премахването на граничните договори. Като командир на Рейн-легион Филип защитава републиката. През 1787 г. той води войската си до Утрехт; когато Фридрих Вилхелм II нахлува, той предава без боеве града и бяга с регимента си за Весп в Нидерландия.
Фридрих III фон Залм-Кирбург е гилотиран на 25 юли 1794 г. на 49 години в Париж по времето на края на фазата на терорската политика на Максимилиан Робеспиер.

## Деца
Фридрих III фон Залм-Кирбург и Йохана Франциска фон Хоенцолерн-Зигмаринген имат децата:
- Филипина Фридерика Вилхелмина фон Залм-Кирбург (* 12 юли 1783; † 4 декември 1786)
- Фридрих Хайнрих Ото фон Залм-Кирбург (* 7 април 1785; † 17 ноември 1786)
- Фридрих Емануел Ото Лудвиг Филип Конрад фон Залм-Кирбург (* 9 октомври 1786; † 7 ноември 1786)
- Фридрих IV Ернст Ото Филип Антон фон Залм-Кирбург (* 14 декември 1789; † 14 август 1859), 4. княз на Залм-Кирбург, женен на 11 януари 1815 г. за Цецилия Превот, баронеса на Бордо (* 1783;† 22 февруари 1866)